# フレデリック・エルムス
フレデリック・エルムス（Frederick Elmes、1946年11月4日 - ）は、アメリカ合衆国の撮影監督である。『ブルーベルベット』や『ワイルド・アット・ハート』などを手がけた。

## 経歴
1946年11月4日、ニュー・ジャージー州に生まれる。ロチェスター工科大学、ニューヨーク大学、アメリカン・フィルム・インスティチュートで学んだ。
アメリカン・フィルム・インスティチュートの同窓生であるデヴィッド・リンチ監督の『イレイザーヘッド』で撮影を担当した。同じ頃、『こわれゆく女』などの撮影現場で、監督のジョン・カサヴェテスから多くを学んだ。その後、『ブルーベルベット』や『ワイルド・アット・ハート』でもリンチと組んでおり、後者で1990年のインディペンデント・スピリット賞の最優秀撮影賞を受賞している。
そのほかの作品に、ティム・ハンター監督の『リバース・エッジ』、ジム・ジャームッシュ監督の『ナイト・オン・ザ・プラネット』、アン・リー監督の『アイス・ストーム』と『ハルク』などがある。
2004年、サンダンス映画祭のドラマ部門の審査委員を務めた。

## フィルモグラフィー

### 映画
- イレイザーヘッド Eraserhead （1977年）
- ヴァレー・ガール Valley Girl （1983年）
- ブルーベルベット Blue Velvet （1986年）
- リバース・エッジ River's Edge （1986年）
- アリア Aria （1987年）
- ダイアン・キートンの ウェルカム・トゥ・ヘヴン Heaven （1987年）
- パーマネント・レコード Permanent Record （1988年）
- ワイルド・アット・ハート Wild at Heart （1990年）
- ナイト・オン・ザ・プラネット Night on Earth （1991年）
- 聖者の眠る街 The Saint of Fort Washington （1993年）
- 脅迫 Trial by Jury （1994年）
- レックレス 逃げきれぬ女 Reckless （1995年）
- アイス・ストーム The Ice Storm （1997年）
- 楽園をください Ride with the Devil （1999年）
- ストーリーテリング Storytelling （2001年）
- コール Trapped （2002年）
- ハルク Hulk （2003年）
- コーヒー&シガレッツ Coffee and Cigarettes （2003年）
- 愛についてのキンゼイ・レポート Kinsey （2004年）
- ブロークン・フラワーズ Broken Flowers （2005年）
- その名にちなんで The Namesake （2006年）
- 脳内ニューヨーク Synecdoche, New York （2008年）
- ブライダル・ウォーズ Bride Wars （2009年）
- マイ・ブラザー Brothers （2009年）
- 25年目の弦楽四重奏 A Late Quartet （2012年）
- ホーンズ 容疑者と告白の角 Horns （2013年）
- パターソン Paterson （2016年）
- ウィルソン Wilson (2017年)
- デッド・ドント・ダイ The Dead Don't Die (2019年)

### テレビ映画
- フォーエヴァー・ライフ 旅立ちの朝 In the Gloaming （1997年）
- わが心の友 愛犬デヴォン A Dog Year （2009年）

### テレビドラマ
- Olive Kitteridge （2014年）

## 受賞
- 1990年 - インディペンデント・スピリット賞 - 最優秀撮影賞（『ワイルド・アット・ハート』）[5]
- 1992年 - インディペンデント・スピリット賞 - 最優秀撮影賞（『ナイト・オン・ザ・プラネット』）[5]